# Tweede Kamerverkiezingen 1998/Kandidatenlijst/NMP
Dit is de kandidatenlijst voor de Tweede Kamerverkiezingen 1998 voor de Nederlandse Middenstands Partij. De lijst was in alle kieskringen vrijwel dezelfde, de enige verschillen die er waren, waren ontbrekende namen in de kieskringen 1 (Groningen) en 9 (Amsterdam).

## De lijst
- schuin: voorkeurdrempel overschreden

1. Martin Dessing - 14.572 stemmen
2. Wouter van der Sluis - 599
3. Martien van der Valk - 2.209
4. Brüni Heinke - 1.162
5. Hans Bontkes - 168
6. Henk Hendrix - 433
7. Cas de Valk - 288
8. Arno Haije - 98
9. Nelleke Hegman - 244
10. Ynte Hofstede - 69
11. Wien van den Brink - 2.622
12. Ed Baak - 79
13. Ab van der Burgh - 119
14. Bert Gijrath - 83
15. Jan Schut - 138
16. Charles Heerze (niet in kieskring 1) - 50
17. Jan van Schaagen (niet in kieskring 1) - 111
18. Ben van Loef - 134
19. Ger Schlooz (niet in kieskring 9) - 113
20. Henk de Fluiter - 168
21. Henny Eliveld - 133

PvdA · CDA · VVD · D66 · AOV/U55+ · GroenLinks · Centrumdemocraten · RPF · SGP · GPV · SP · Senioren 2000 · Natuurwetpartij · NCPN · De Groenen · Vrije Indische Partij · Idealisten/Jij · NMP · Nederland Mobiel · Katholiek Politieke Partij · Het Kiezers Collectief · NSOV
1971 · 1972 · 1977 · 1998 · 2002